# Kfar Malal
Kfar Malal (hebreo: כְּפַר מַלָּ "ל) es un moshav agrícola en la región de Sharon en el centro de Israel.

## Historia
El pueblo se estableció en 1916 como "Ein Hai" (literalmente, Fuente de la Vita) y más tarde fue llamado Kfar Malal y luego Moshe Leib Lilienblum (משה לייב לילינבלום), cuyo acrónimo en hebreo es MLL (מל"ל). Lilienblum (1843. - 1910) fue uno de los primeros líderes del movimiento Hovevei Sion.
El moshav recibe sus servicios municipales por parte del Concejo Regional Drom HaSharon.
En 2006, Malal Parque Industries Ltd, copropiedad de los miembros de Kfar Malal, firmó un acuerdo con el banco alemán Eurohypo AG para refinanciar el Parque Azorim en Kiryat Arie, Petaj Tikva.

## Ciudadanos famosos
- Ariel Sharón (1928-2014), primer ministro israelí.

- Datos: Q1026838
- Multimedia: Kfar Malal / Q1026838